# بريديلا

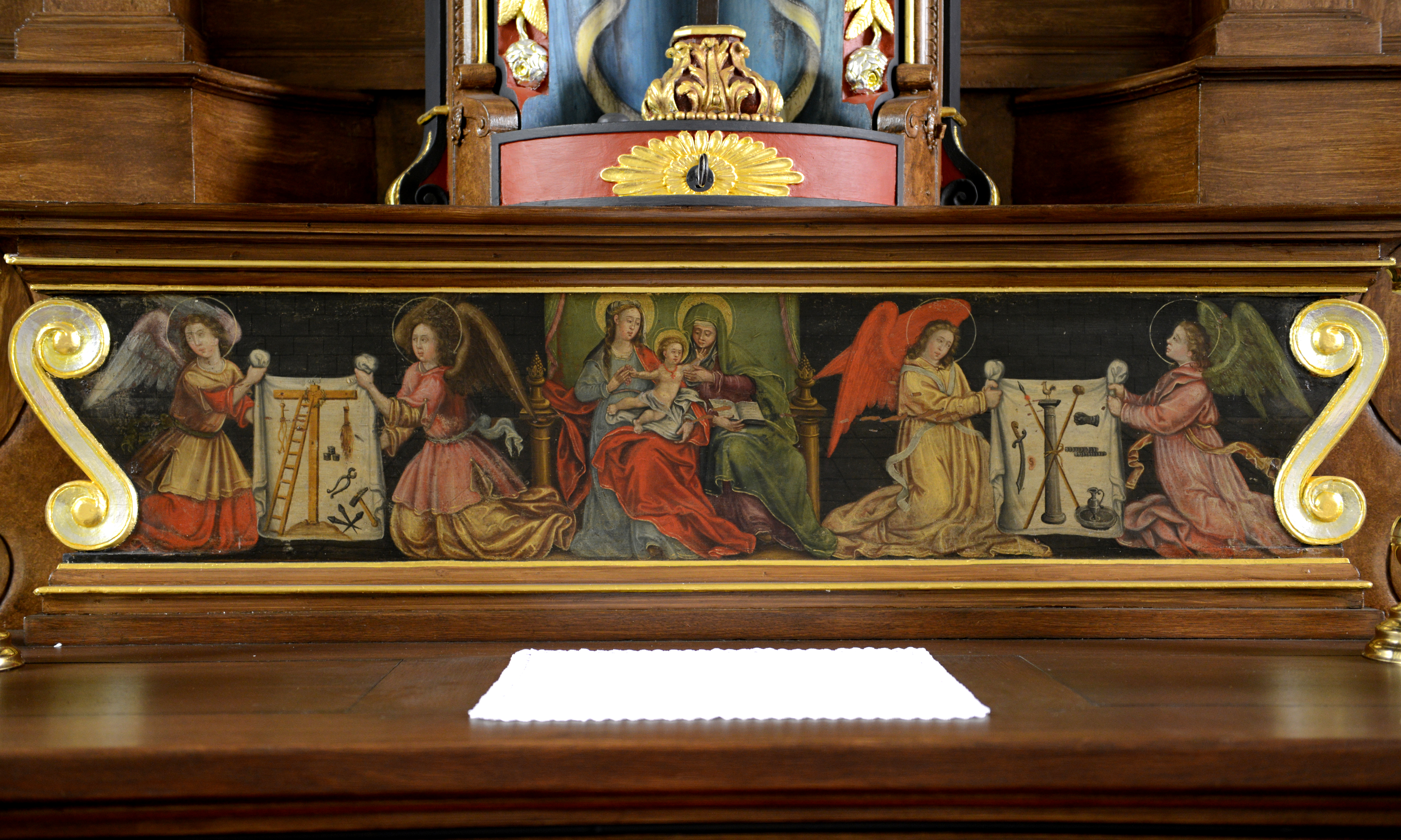

البراديلا هو منصة أو علوة حيث يوجد المذبح في الكنائس المسيحية، يعود أصل الكلمة إلى *predel أو *pretel من اللغة اللومباردية والتي تعني طاولة خشبية منخفضة توضع كقطعة أساسية من الأثاث.
في الفن والتصوير، تشير البراديلا إلى التصوير أو النحت على كامل الهيكل في أسفل اللوحات المتعددة أو قد تشير إلى عدة لوحات من لوحات المذبح. في العصور المسيحية الوسطى المتأخرة والعصور الحديثة، لوحات المذبح، حيث تتوضع اللوحة الرئيسة للمشهد مع شخصيات أخرى ثابتة، أصبح من المعتاد أن تتضمن البراديلا عدداَ من اللوحات السردية صغيرة الحجم، والتي تتضمن أحداثاً من حياة المكرس، فقد تحوي أحداثاً من حياة المسيح أو حياة مريم العذراء أو قد تحوي صورة قديس. عادة ما تحوي البراديلا من ثلاث إلى خمس مشاهد في تصوير أفقي.
نالت البراديلا أهمية في تاريخ الفن، فأصبح عبرها الفنان يتمتع بحرية أكبر في الكتابة الأيقونية مقارنة باللوحة الرئيسة، والتي يمكن رؤيتها ومعرفة تفاصيلها عن قرب فقط. نظراً لكون اللوحات الرئيسية ذاتها أصبحت ذات تصوير مسرحي، وخلال مانييريزمو لم يعد يتم رسم لوحات البراديلا، وكانت نادرة حتى منتصف القرن السادس عشر، وأصبحت لوحات البراديلا اليوم مفصولة عن بقية لوحات المذبح في المتاحف.
بعض أمثلة البراديلا تتضمن:
- دوتشيو - بريديلا لمايشتا - واحدة من أقدم البراديلا.
- لورنزو موناكو - حوادث في حياة القديس بنديكت (حوالي 1407-1409)
- لوكا سينيوريلي - عباجة المجوس (سي 1496)
- أندريا مانتيجنا - سان زينو ألتربيس (1459)
- ستانلي سبنسر - كنيسة ساندهام التذكارية، بورغكلير، هانتس.
- أعاد دانتي روسيتي، Pre-Raphealite ، زيارة البريدلا في فيلمه الثاني Beata Beatrix (1871-1872).
- Leigh Behnke - واقعية من القرن العشرين، استفادت من تنسيق predella في العديد من الأعمال (من 1981 إلى 2019)
- لوحة جسد المسيح الميت في القبر (1521/1522)، بريشة «هانز هولباين الأصغر». لم يتم نصب اللوحة في الموقع المُخطط لها (اليوم في متحف بازل للفنون) نَتيجةٌ لتَدميرالأيقونات في مَدينة بازل أثناء فَترة الإصلاح البروتِستانتي؛ يناقش دوستويفسكي اللوحة في روايته «الأبله» (1868).

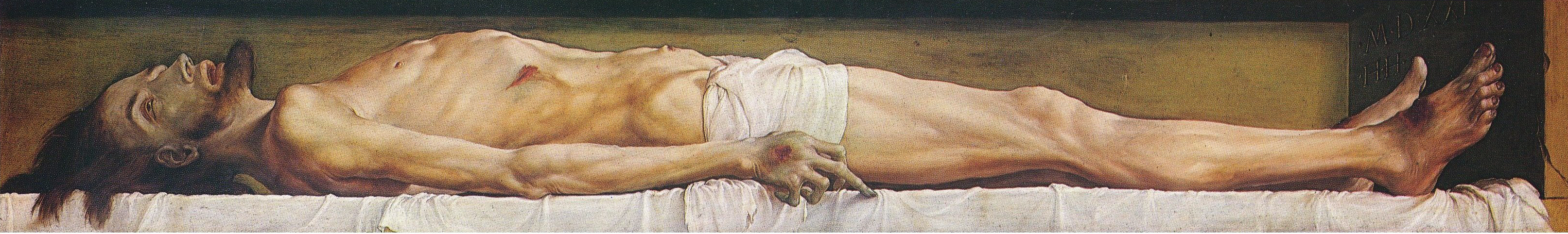
جَسدُ المَسيح المَيت في القَبرْ، بريشة «هانز هولباين الأصغر» عام 1521. تُصَور اللوحة جَسدُ المَسيح داخِل مِحراب قَبر حَجري. مَجموعة مُتحف بازِل للفُنون، سويسرا.